# Stieltjeskerk
De Martelaren van Gorcumkerk, beter bekend als de Stieltjeskerk, was een rooms-katholieke kerk aan het Stieltjesplein in Rotterdam.

## Geschiedenis
Rotterdam kende dankzij zijn haven een enorme groei in de tweede helft van de 19e eeuw. De wijk Feijenoord werd destijds gebouwd op de zuidelijke Maasoever. Een aanzienlijk deel van de nieuwe bewoners waren katholieken afkomstig uit de provincies Noord-Brabant en Zeeland. Voor hen werd tussen 1875 en 1876 aan de Roentgenstraat een houten noodkerk gebouwd door de sociaal bewogen bouwpastoor Ludovicus Gompertz.
Tussen 1885 en 1886 werd aan het Stieltjesplein een stenen kerk gebouwd. Architect Johannes Kayser ontwierp een driebeukige kruiskerk in neogotische stijl, met een toren met naaldspits aan de voorzijde. De kerk werd gewijd aan de Martelaren van Gorcum. Op 12 juli 1886 werd de Stieltjeskerk ingewijd.
Na de Tweede Wereldoorlog liep het aantal parochianen sterk terug. De Martelaren van Gorcumparochie is gefuseerd en uiteindelijk opgegaan in de Heilige Drie-Eenheidparochie. De Stieltjeskerk werd gesloten en in 1976 gesloopt. Op deze plaats staat nu een woongebouw dat is ontworpen door architect Herman van Olst. 
De twee deuren van de entree en een aantal glas-in-loodramen zijn bewaard gebleven bij het Museum Rotterdam. Ook de kerkklok van de Stieltjeskerk is behouden gebleven en is na restauratie opgesteld op de Boulevard Zuid. Tegenwoordig staat de klok op het Vredesplein.

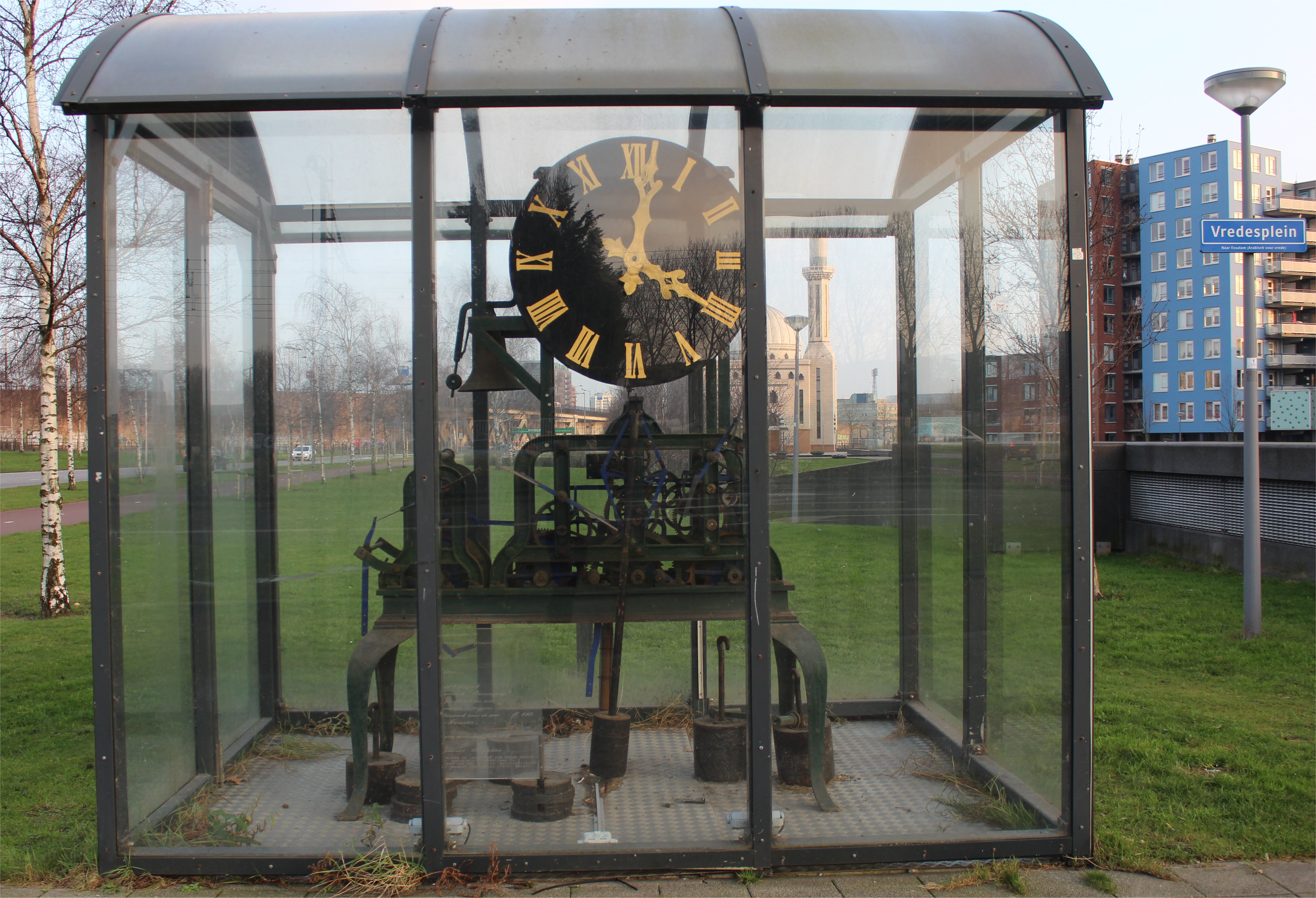
De kerkklok van de Stieltjeskerk op het Vredesplein

## Referentie
- Ludovicus Gompertz en de geboorte van Feijenoord (1875-1890)
- R.K. Parochie Heilige Drie-Eenheid - Historie